# DHRS7
DHRS7 (англ. Dehydrogenase/reductase 7) – білок, який кодується однойменним геном, розташованим у людей на короткому плечі 14-ї хромосоми. Довжина поліпептидного ланцюга білка становить 339 амінокислот, а молекулярна маса — 38 299.
| 10         |  | 20         |  | 30         |  | 40         |  | 50         |
| ---------- |  | ---------- |  | ---------- |  | ---------- |  | ---------- |
| MNWELLLWLL |  | VLCALLLLLV |  | QLLRFLRADG |  | DLTLLWAEWQ |  | GRRPEWELTD |
| MVVWVTGASS |  | GIGEELAYQL |  | SKLGVSLVLS |  | ARRVHELERV |  | KRRCLENGNL |
| KEKDILVLPL |  | DLTDTGSHEA |  | ATKAVLQEFG |  | RIDILVNNGG |  | MSQRSLCMDT |
| SLDVYRKLIE |  | LNYLGTVSLT |  | KCVLPHMIER |  | KQGKIVTVNS |  | ILGIISVPLS |
| IGYCASKHAL |  | RGFFNGLRTE |  | LATYPGIIVS |  | NICPGPVQSN |  | IVENSLAGEV |
| TKTIGNNGDQ |  | SHKMTTSRCV |  | RLMLISMAND |  | LKEVWISEQP |  | FLLVTYLWQY |
| MPTWAWWITN |  | KMGKKRIENF |  | KSGVDADSSY |  | FKIFKTKHD  |  |            |

A: Аланін

C: Цистеїн

D: Аспарагінова кислота

E: Глутамінова кислота

F: Фенілаланін

G: Гліцин

H: Гістидин

I: Ізолейцин

K: Лізин

L: Лейцин

M: Метіонін

N: Аспарагін

P: Пролін

Q: Глутамін

R: Аргінін

S: Серин

T: Треонін

V: Валін

W: Триптофан

Кодований геном білок за функцією належить до оксидоредуктаз. 
Задіяний у такому біологічному процесі, як альтернативний сплайсинг. 
Білок має сайт для зв'язування з НАД. 